# Heinz-Peter Baecker
Heinz-Peter Baecker (* 12. September 1945 in Trier; † 5. Februar 2015) in Pfalzfeld, auch bekannt als Harry P. Jost, war ein deutscher Fotograf (FH Kiel), Kameramann, Journalist, Drehbuchautor, Regisseur und seit 1997 auch Schriftsteller.

## Leben
Baecker machte seine Fotografenlehre (im gleichen Ausbildungsbetrieb und zeitgleich mit dem späteren Fotoreporter des Stern, Harald Schmitt) in seinem Heimatort Trier und kam dann als Fotograf zur Kölnischen Rundschau. Dort machte er ein Praktikum als Reprofotograf und begann ein Volontariat als Journalist.  Danach holte ihn Hans-Dietrich Genscher zum Bundespresseamt in Bonn, wo er sich von 1970 bis 1973 mit einem Pressebüro und als Fotograf selbständig machte. Sodann wechselte er als Chefredakteur nach München, um sich 1980 mit einer PR-Agentur und einer TV-Produktion selbständig zu machen. Im PR-Bereich waren seine Kunden u. a. McDonald’s, Boehringer Mannheim und der Süßwarenverband. Im TV-Bereich arbeitete er für den BR, das ZDF, RTL und SWR. Er war als Drehbuchautor tätig, als Kameramann und Regisseur. 1989 erhielt Baecker von den Postministerien Deutschlands, Belgiens und Österreichs den Auftrag einer Konzeption „500 Jahre Post“, die er zusammen mit seiner späteren Ehefrau Barbara 1990 realisierte. Einen ähnlichen Auftrag erhielt er im Jahre 1992 von der Deutschen Telekom mit dem Titel „500 Jahre Amerika“.
Seit 1995 lebte Baecker im Hunsrück und arbeitete nur noch als Journalist sowie Drehbuch- und Buchautor. Das hautnahe Erlebnis des Todes von Lady Diana im Jahre 1998 war der Beginn seiner Karriere als Krimi-Autor. Seine Spezialität war 'Faction-Prosa'. Von den Medien wird er als „Deutschlands Faction-Thriller-Autor Nr. 1“ bezeichnet. Er war Mitglied des Deutschen Journalisten-Verbands, bis 2006 Mitglied  von Das Syndikat (Vereinigung deutschsprachiger Krimiautoren) und Mitorganisator der 'Criminale 2006' in Koblenz. Von 2001 bis Mitte 2012 war er Pressesprecher der Verlage des Verlags-Karree e. V. in Mainz.
Baecker war ein Großneffe des Journalisten Werner Baecker; Sibylle Baecker, eine angeheiratete Cousine, ist ebenfalls Krimi-Schriftstellerin.
Baeckers Faction-Thriller-Bücher erscheinen im Kontrast-Verlag, dessen Inhaberin seine Ehefrau Barbara Jost ist. Die Krimis erscheinen bei Pandion, Simmern, oder Gmeiner.

## Auszeichnungen
2001 erhielt er den Moddersproch-Preis der Stadt Koblenz.

## Werke
Romane
- Tibidabo - all das gebe ich dir. 2011.

Faction-Literatur
- Der Tod des Lächelns. 1998.
- The Death of a Smile. 1999.
- Das Kleid der Lüge. 2001, ISBN 3-935286-08-2. (Familiendrama um ein Scheidungskind)
- Diana - Das Komplott. 2004, ISBN 3-935286-39-2. (Thriller zum Tod von Lady Di)
- Das Fleisch-Kartell. 2004, ISBN 3-935286-42-2. (Thriller zum Thema Gammelfleisch)
- Skrupellos. 2009, ISBN 978-3-941200-02-9.
- Eine feine Gesellschaft. 2006, ISBN 3-935286-90-2. (Kurzkrimis als Hörbuch (66 Min.))

Kriminalromane
- Herzflimmern in Simmern. 1999, ISBN 3-922929-90-7.
- Koblenzer Schängel jagt Hunsrücker Bengel. 2000, ISBN 3-934524-06-0.
- Mädchenleiche unter der Hunsrückeiche. 2001, ISBN 3-934524-19-2.
- Der Zirkusclown von Kastellaun. 2002, ISBN 3-934524-27-3.
- In die Falle gehen alle. 2002, ISBN 3-934524-30-3.
- Der Mann meiner Mutter. 2003, ISBN 3-934524-41-9.
- Rachegelüste. 2004, ISBN 3-89977-631-3. (Krimi um zwei mysteriöse Frauenmorde)
- Tödliche Träume. 2005, ISBN 3-934524-66-4.
- Fatale Folgen. 2006, ISBN 3-934524-86-9.
- Verborgene Verbrechen. 2008, ISBN 978-3-934524-94-1.
- Mord am Schängel-Brunnen. 2008, ISBN 978-3-935286-77-0. (Live-Krimi, der in Koblenz spielt)
- Ein Fall für Fuß. 2009.
- Mysteriöse Morde. 2010.
- Wut tut selten gut. 2011.
- Kommissar Fuß und das Phantom. 2013.

Satiren
- Schwarze Konten, rote Köpfe, Gold'nes Schweigen. 2001, ISBN 3-935286-04-X. (Satire zur Kohl-Affäre)
- Heut fall ich über Linda her. 2002, ISBN 3-935286-21-X. (Satire über ein "Superweib" à la Hera Lind)